# 1929 في الأرجنتين
فيما يلي قوائم الأحداث التي وقعت خلال عام 1929 في الأرجنتين.

## سياسة

### انتهاء فترة المنصب
- 1 يناير – مالكوم روبرتسون سفير المملكة المتحدة لدى الأرجنتين ‏.

## رياضة
- 1 يناير – دوري الدرجة الأولى الأرجنتيني 1929 الفائز جيمناسيا لابلاتا.
- 1 يناير – كأس أمريكا الجنوبية 1929 الفائز منتخب الأرجنتين لكرة القدم.

## مواليد

### يناير
- 1 يناير – كارمين كوردوفا

### فبراير
- 2 فبراير – كارلوس لاكوست رئيس سابق للأرجنتين.
- 4 فبراير – كارلوس ألونسو رسام أرجنتيني.[1]

### أبريل
- 10 أبريل – ألفريدو بيريز لاعب كرة قدم أرجنتيني.
- 13 أبريل – كريستين ميلر
- 25 أبريل – أنخيل دياز موسيقي أرجنتيني.
- 29 أبريل – ليوبولدو كونتاربيو لاعب كرة سلة أرجنتيني.[2]

### مايو
- 1 مايو – ميغيل إتشيكولاتز ضابط شرطة أرجنتيني.

### يوليو
- 8 يوليو – غاريث ماثيوز فيلسوف أمريكي.
- 9 يوليو – إيزابيل سارلي ممثلة وعارضة تعرِّي أرجنتينية.[3]
- 27 يوليو – راؤول أرسينيو كاسادو كهنوت أرجنتيني.

### أغسطس
- 22 أغسطس – فيرا دي سبينديل رياضياتية أرجنتينية.

### سبتمبر
- 17 سبتمبر – إيليسيو برادو لاعب كرة قدم أرجنتيني.[4]
- 17 سبتمبر – غويلرمو رو رسام أرجنتيني.[5]
- 21 سبتمبر – هيكتور ألتيريو ممثل أرجنتيني.[6]
- 25 سبتمبر – بيبي سوريانو

### أكتوبر
- 1 أكتوبر – إيرنيستو غريلو مدرب، ولاعب كرة قدم أرجنتيني.[7]
- 21 أكتوبر – هيكتور تيزون[8]
- 31 أكتوبر – أولغا زوباري ممثلة أرجنتينية.

### نوفمبر
- 1 نوفمبر – ماريا إستر دي ميغيل
- 14 نوفمبر – إدواردو ميراس[9]

### ديسمبر
- 8 ديسمبر – إيرنيستو هوراسيو كرسبو عسكري أرجنتيني.